# Білозерка (Костанайський район)
Білозе́рка (каз. Белозер) — село у складі Костанайського району Костанайської області Казахстану. Адміністративний центр Білозерського сільського округу.
Населення — 297 осіб (2021; 783 у 2009, 880 у 1999, 993 у 1989).